# Lego Mindstorms EV3
A Lego Mindstorms EV3 (9000 Le/ motor) egy programozható robotikai építőkészlet, amely lehetővé teszi, hogy megépítsd, programozd és irányítsd a saját Lego robotodat.
A nevében található "EV" az evolúcióra utal, a hármas szám pedig a Mindstorms platform 3. generációjára. Az első generáció az RCX (1998), a második az NXT (2006), a harmadik pedig az EV3, melyet 2013 őszén mutattak. Számtalan nemzetközi versenyen alkalmazzák az EV3-at. (World Robot Olympiad,  FIRST Lego League)

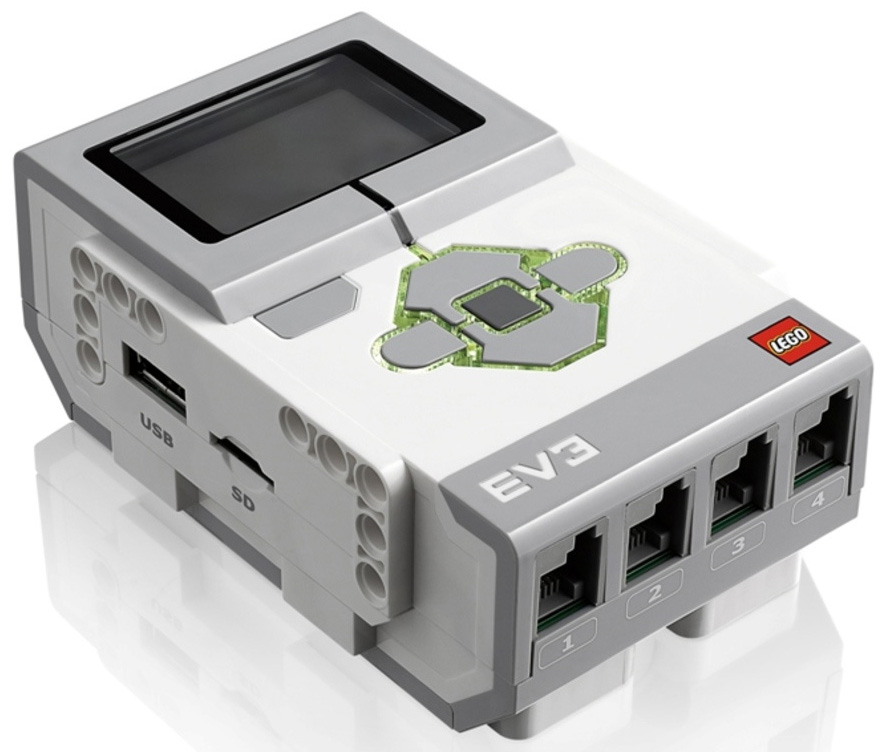
EV3 "tégla"

## Készlet[2]
A készletben minden megtalálható, ami a 17-féle EV3 robot megépítéséhez szükséges, hogy azok képesek legyenek járni, beszélni, mozogni... Építhető autó, humanoid robot, lőni képes skorpió, csúszó-mászó kígyó, villás targonca... csak a képzelet szabhat határt.
| Mi van a dobozban?            | Mi van a dobozban?           | Alkalmazása |
| ----------------------------- | ---------------------------- | --- |
| Útmutató                      |                              | Összeszerelési útmutató egy kezdő robothoz, a TRACK3R-hez. |
| Programblokk                  | "Tégla"                      | A robot irányító központja, erőműve. |
| Érzékelők                     | Színérzékelő                 | Méri a fényerősséget és 7 különböző színt ismer fel (fekete, kék, zöld, sárga, piros, fehér és barna, illetve a "nincs szín").                                                            |
| Érzékelők                     | Érintésérzékelő              | Három különböző feltétel (érintés) esetén tud reagálni: megnyomásra, feloldásra vagy ütközésre (megnyomás és feloldás együtt).                                                            |
| Érzékelők                     | Infravörös érzékelő          | Egy olyan digitális szenzor, amely a szilárd tárgyakról visszaverődő infravörös fényt képes észlelni. Három különböző üzemmódja lehet: Közelségi mód, Irányjeladó mód és Távirányító mód. |
| Motorok                       | Nagy motor                   | Precíz és erőteljes robotmozgást tesz lehetővé. |
| Motorok                       | Közepes motor                | Kisebb méretű (erejű), de precíz és gyors reagálású motor. |
| Távirányító infravörös jeladó |                              | Segítségével távirányítható a robotoó. Illetve nyomkövető eszközként is használható. |
| Egyebek                       | Lego Technik elemek (594 db) | Hogy megépítsd a robotodat, használd fel a dobozban található egyéb alkotóelemeket is. Így a robotod gurulhat kerekeken, de akár hernyótalpakon is...                                     |
| Egyebek                       | Csatlakozó kábelek           | Hogy megépítsd a robotodat, használd fel a dobozban található egyéb alkotóelemeket is. Így a robotod gurulhat kerekeken, de akár hernyótalpakon is...                                     |
| Egyebek                       | Dekoratív matricák           | Hogy megépítsd a robotodat, használd fel a dobozban található egyéb alkotóelemeket is. Így a robotod gurulhat kerekeken, de akár hernyótalpakon is...                                     |

## Útmutató

### Építs egy robotot![3]
Csak ki kell választani a 17-féle EV3 robot valamelyikét, majd követni kell az illusztrált útmutatót a megépítéshez.
https://www.lego.com/hu-hu/mindstorms/build-a-robot Archiválva 2016. szeptember 27-i dátummal a Wayback Machine-ben

### Tanulj meg programozni!
Az ingyenesen letölthető szoftverek angol nyelvűek, de ingyenesen letölthető hozzá egy magyar nyelvű felhasználói útmutató.
- Letölthető az EV3 Programmer App Archiválva 2016. augusztus 29-i dátummal a Wayback Machine-ben tabletekre, így bárhol, bármikor programozható a robot. A "tégla" csatlakoztatása Bluetooth segítségével történik.
- Az ikon alapú LEGO MINDSTORMS EV3 Szoftver (PC/Mac) letöltésével a számítógépen is lehet programozni. Ekkor az EV3 "tégla" a számítógéphez csatlakoztatható USB kábellel, vagy vezeték nélküli módon Bluetooth vagy Wi-Fi segítségével.
- Az EV3 "tégla" gyárilag egy on-brick programming (beépített programozás) alkalmazással is el van látva, amely hasonló a számítógépre telepíthető szoftverhez. Így magán, a roboton is összeállítható egy program.

A programozás blokkok segítségével történik:
- akcióblokkok
- áramlásiblokkok
- érzékelőblokkok
- adatművelet blokkok (csak a PC/Mac programozói szoftverben állnak rendelkezésre)

https://www.lego.com/hu-hu/mindstorms/learn-to-program Archiválva 2016. október 2-i dátummal a Wayback Machine-ben

### Játssz, oszd meg ötleteidet másokkal is...
Játékok: https://www.lego.com/hu-hu/mindstorms/games Archiválva 2016. szeptember 25-i dátummal a Wayback Machine-ben
Rajongói robotok: https://www.lego.com/hu-hu/mindstorms/fan-robots Archiválva 2016. október 17-i dátummal a Wayback Machine-ben

## Külső hivatkozások
A hivatalos angol nyelvű honlap: https://www.lego.com/en-us/mindstorms